# لاوتيرار روثورنير
لاوتيرار روثورنير (بالإنجليزية: Lauteraar Rothörner)‏ هو أحد جبال سلسلة جبال الألب البرنية وجزء من القمة الأم هوغيورن يقع في كانتون برن، سويسرا. يبلغ ارتفاع الجبل حوالي 3478 متر، بينما يبلغ ارتفاع نتوء الجبل 79 متر.